# Jenan Moussa
Pour les articles homonymes, voir Moussa.
Jenan Moussa (en arabe : جنان موسى), née le 14 avril 1984 à Beyrouth au Liban, est une journaliste d'investigation du réseau de télévision Al Aan basé à Dubaï. Elle se fait connaître pour ses enquêtes et reportages sur les islamistes et les membres ou sympathisants de l'État islamique. 

## Formation et débuts professionnels
Jenan Moussa est diplômée de l'université américaine des sciences et technologies (AUST) et commence à travailler pour Al Aan, d'abord dans les bureaux, mais elle est ensuite envoyée comme reporter de terrain dans plusieurs pays, comme la Libye, le Mali, la Syrie ou l'Allemagne.

## Carrière journalistique
Jenan Moussa a publié plusieurs reportages qui ont fait la une des journaux mondiaux, notamment sur les Islamistes et les membres et les sympathisants de l'État islamique. Elle réalise ainsi un reportage sur la situation juridique à Tombouctou, au Mali, pendant le règne des islamistes de 2012 à 2013.
Elle a obtenu une interview d'Alexanda Kotey emprisonnée en Syrie, qui est membre des soi-disant « Beatles », un groupe britannique de l'État islamique (EI).
Elle a effectué aussi des recherches sur Omaima Abdi, la veuve de Deso Dogg, un rappeur allemand qui a rejoint l'EI. Elle a obtenu son téléphone portable et l'a retracée à Hambourg, en Allemagne, où Omaima Abdi a été détenue et poursuivie à la suite de ses recherches. En octobre 2020, Obaidi Abdi a reçu un verdict la condamnant à 3 ans et 6 mois d'emprisonnement.
Ses reportages sur l'EI sont de nouveau diffusés par la presse en septembre 2020, quand le Groupe de travail interarmées contre l'EI venait de rendre compte que Jenan Moussa avait enquêté sur l'actuel dirigeant (en septembre 2020) de l'EI Abou Ibrahim al-Hachimi al-Qourachi ; son enquête portait sur sa détention en 2008 en Irak par les forces armées américaines, et elle est parvenue à la conclusion qu'il avait trahi des membres de l'EI et d'Al-Qaïda à l'époque.

## Récompenses
- En 2008, alors qu'elle était encore étudiante à l'AUST, elle a reçu le prix Ghassan Tueni[8].

- En 2019, elle a reçu le prix international Shifa Gardi[9].